# روبرت وايت (لاعب كرة يد)
روبرت وايت (5 أبريل 1983 - ) (بالإنجليزية: Robert White)‏ هو لاعب كرة يد المملكة المتحدة. شارك في الألعاب الأولمبية الصيفية 2012.

## وصلات خارجية
- روبرت وايت على موقع أوليمبيديا (الإنجليزية)